# Zofia Mitosek
Zofia Mitosek (ur. 6 lutego 1943 w Kazimierzu Dolnym) – profesor doktor habilitowany, polski teoretyk i historyk literatury, profesor Uniwersytetu Warszawskiego.

## Życiorys
Studiowała polonistykę i filozofię na Uniwersytecie Warszawskim. Magisterium w zakresie filologii polskiej uzyskała w 1966, zaś z filozofii w 1968. Pierwszą publikację naukową opublikowała w „Studiach Filozoficznych” (1967/3).
w 1973 obroniła doktorat po przedstawieniu pracy „Funkcje stereotypów w literaturze” (promotor S. Żółkiewski) w Zakładzie Teorii Literatury Wydziału Polonistyki Uniwersytetu Warszawskiego, zaś habilitację uzyskała w 1982 na podstawie dysertacji „Teorie badań literackich. Zarys historyczny" w tym samym zakładzie. W 1983 została nominowana na stanowisko docenta, zaś w 1990 na stanowisko profesora w Zakładzie Teorii Literatury UW. W 1996 otrzymała tytuł naukowy profesora.
W latach 1987–1990 – sprawowała funkcję prodziekan Wydziału Polonistyki UW, w latach 2000–2005 była kierowniczką Zakładu Teorii Literatury. Była promotorką 4 prac doktorskich i recenzentem 9 prac doktorskich i habilitacyjnych.
Pracowała jako lektorka języka polskiego na Université des Sciences Humaines w Strasburgu oraz Université de Provence w Aix-en-Provence. Jesienią 2004 była profesorem wizytującym na Wydziale Literatury Porównawczej na Uniwersytecie Montrealu. W latach 2005–2008 pracowała jako profesor wizytujący i dyrektor Centre de Civilisation Polonaise przy Université Paris Sorbonne.

## Członkostwo w organizacjach naukowych
- Członkini Association Internationale des Littérature Comparée
- W latach 2000–2003 pełniła funkcję przewodniczącej Komisji Literatury oraz Dokumentacji Komitetu Badań Naukowych.
- W latach 2002–2005 była członkinią Rady Naukowej Instytutu Badań Literackich PAN oraz Komitetu Badań o Literaturze PAN[5].

## Nagrody i odznaczenia
- Złoty Krzyż Zasługi (1988),
- Krzyż Kawalerski Orderu Odrodzenia Polski (2002),
- Medal Sorbony (2008).
- Laureatka Ministerstwa Edukacji Narodowej za pracę habilitacyjną (1984) oraz Ministerstwa Nauki i Szkolnictwa Wyższego za całość dorobku naukowego (2009)[5].
- Nagroda Prezesa Rady Ministrów RP za osiągnięcia naukowe (2014)[6].

## Twórczość
- Literatura i stereotypy, Wrocław, Ossolineum 1974. PAN. Kom. Nauk o Literaturze.
- Teorie badań literackich. Przegląd historyczny, Warszawa PWN 1983. Wyd. nast. tamże: wyd. 2 1988, wyd. 3 rozszerz. 1995,wyd. 4 Wwa: WN PWN 1998, wyd. 5 zmienione, wyd. 6 - 2011.
- Adam Mickiewicz aux yeux des Français. Textes reunis, établis et présentés avec introduction, commentaires et notes par Z. Mitosek, Warszawa WN PWN - CNRS Editions, Paris, 1992. Przekład polski Adam Mickiewicz w oczach Francuzów. Wydanie zmienione i poszerzone. Wybór, oprac. i wstęp Z. Mitosek, Przeł. R. Forycki. Warszawa, WN PWN 1999.
- Mimesis. Zjawisko i problem, Warszawa WN PWN 1997.
- Poznanie (w) powieści - od Balzaka do Masłowskiej, Kraków Universitas 2003.
- Pelargonie [Proza wspomnieniowa], Kraków, Wydawnictwo Literackie, 2006.
- Co z tą ironią? - zbiór studiów, wyd. słowo/obraz terytoria, 2013, ISBN 978-83-7453-111-5

## Wybrane rozprawy i studia w czasopismach
- Zygmunt Łempicki - status teorii wobec praktyki artystycznej. W: Problemy literatury polskiej lat 1890-1939.
- Historia literatury i socjologia wiedzy. „Przegląd Humanistyczny” 1977 nr 12.
- Przerwana pieśń. O funkcji podkreśleń w poezji Norwida. „Pamiętnik Literacki” 1986 z. 3.
- Język kłamie? (raz jeszcze o Mickiewiczu), W: Dziewiętnastowieczność, red. E. Czaplejewicz, Wrocław 1988.
- Od dzieła do rękopisu. O francuskiej krytyce genetycznej. „Pamiętnik Literacki” 1990 z. 4.
- Adam Mickiewicz aux yeux des Français. « Romantisme », Paryż 1991 nr 72.
- Moralité et Histoire. Genese des Porte de paradis J. Andrzejewski. « Genesis », Paryż 1995 nr 7.
- Realizm; Strukturalistyczne orientacje w badaniach literackich. W: Słownik literatury polskiej XX wieku. Wrocław 1993. – Mickiewiczowska Europa. „Kultura. i Społeczeństwo” 2000.
- Rodzina w opowiadaniu, opowiadanie w rodzinie. W: Praktyki opowiadania. Kraków. 2001.
- Mimesis - między udawaniem a referencją. „Przestrzeń Teorii” 2002 nr 1.
- Hermeneutyka i autobiografia (Paul Ricoeur), „Teksty Drugie”, 2002, nr 3.
- The family novel in East-Central Europe. Illustreted with works by Isaac B. Singer and W3odzimierz Odojewski. W: History of the Literary Culture of East-Central Europe. Vol. 1. Amsterdam-Philadelphia 2004.
- Adam Mickiewicz et Europe. „Annales du Centre Scientifique de l'Academie Polonaise des Sciences”, Varsovie-Paris 2005.
- Récit et ironie. W: The narrative in the light of comparative studies. Warszawa 2005 s. 206-219.
- Anna et Maria - des racines et des ailes. „Les Nouveaux Cahiers franco-polonais”, Paris-Varsovie 2006.
- Le messianisme des postmodernistes et les traditions romantiques. W: Proceding of the XVIth Congres of the International Comparative Literature Association. Vol. 4. Pretoria 2006 s.
- Słowackiego „dziwnie uczące czytanie”. W: Poetyka, polityka, retoryka. Warszawa 2006.
- De la posture a la conscience ironique: discours narratif de Karl Marx, „Les Nouveaux Cahiers franco-polonais”, Paris-Varsovie 2009.
- Les tendances actuelles de la prose polonais, W: Actes du colloque: Littératures d’aujourd’hui, études réunis par Jean Bessiere, Paris 2011.

## Prace redakcyjne
- Mimesis w literaturze, kulturze i sztuce. Red. i wstęp Warszawa, PWN 1992.
- Ecriture/pisanie. Materiały z konferencji polsko-francuskiej, Warszawa, październik 1992. Red. Z. Mitosek, J.Z. Lichański. Warszawa, DiG 1995.
- Praktyki opowiadania. Red.: B. Owczarek, Z. Mitosek, W. Grajewski. Kraków, Universitas 2001.
- Opowiadanie w perspektywie badań porównawczych. Kraków, Universitas 2004. Przek3ad ang: The narrative in the light of comparative studies. [Wyd.:] Z. Mitosek, J. Mueller. Warszawa, Wydz. Polonistyki UW.
- Actes du colloque „Genius loci face a la mondalisation”, Les Nouveaux Cahiers franco-polonais, Paris-Varsovie 2006.
- Actes du colloque “Aspects sociologiqies et anthropologiques de la traduction”, Les Nouveaux Cahiers franco – polonais, Paris – Varsovie 2008.
- Actes du colloque “Ironie contemporaine”, „Les Nouveaux Cahiers franco-polonais”, Paris – Varsovie 2009.

## Życie prywatne
Jej mężem był Henryk Mitosek (1943–2022).